# Due emisferi
Due emisferi (Los dos hemisferios de Lucca) è un film del 2025 diretto da Mariana Chenillo e tratto dall'omonimo romanzo di Bárbara Anderson, tratto da una storia vera.

## Trama
Determinata ad aiutare suo figlio disabile ed affetto da paralisi cerebrale, la storia vera della giornalista Bàrbara Anderson porta la sua famiglia in India per provare una cura sperimentale.

## Distribuzione
Due emisferi è stato distribuito sulla piattaforma Netflix a partire dal 31 gennaio 2025.